# ドミートリー・センニコフ
ドミートリー・アレクサーンドロヴィチ・センニコフ（ロシア語: Дми́трий Алекса́ндрович Се́нников、1976年6月24日- ）は、ロシア・レニングラード出身のサッカー選手。ポジションはDF。

## 来歴

### クラブ
1976年、レニングラード(現、サンクトペテルブルク)にて生まれた。
ゼニトフットボールスクールを卒業後はプロクラブと契約に到らなかった事から趣味としてサッカーを続けた。
1996年ファーストディビジョン(実質2部)のFCロコモティフ・サンクトペテルブルクと契約した。
そして2年後の1998年に強豪のPFC CSKAモスクワからオファーが届いた事から移籍をした。
しかしCSKAではレギュラーになれずにシンニク・ヤロスラヴリにレンタルをした。
1999年、FCルビン・カザンへ移籍。ここで結果を残し2000年にFCロコモティフ・モスクワへ移籍をした。ロコモティフ在籍期間中は、リーグ戦を190試合以上出場し5得点を挙げ、リーグ戦やカップ戦優勝に貢献をした。2010年11月下旬、ロコモティフとの契約が終了し退団をした。

### 代表
2002年3月27日、エストニア代表との試合でロシア代表デビューをした。
2002 FIFAワールドカップやUEFA EURO 2004に招集された。

## 所属クラブ
- FCロコモティフ・サンクトペテルブルク 1996-1997
- PFC CSKAモスクワ 1998

→ FCシンニク・ヤロスラヴリ 1998 (loan)
- FCルビン・カザン 1999
- FCロコモティフ・モスクワ 2000-2010

## 個人成績
| 年   | クラブ                               | 出場 | 得点 |
| ---- | ------------------------------------ | ---- | ---- |
| 1996 | FCロコモティフ・サンクトペテルブルク | 36   | 2    |
| 1997 | FCロコモティフ・サンクトペテルブルク | 40   | 7    |
| 1998 | PFC CSKAモスクワ                     | 7    | 0    |
| 1998 | FCシンニク・ヤロスラヴリ             | 9    | 0    |
| 1999 | FCルビン・カザン                     | 41   | 10   |
| 2000 | FCロコモティフ・モスクワ             | 13   | 2    |
| 2001 | FCロコモティフ・モスクワ             | 18   | 0    |
| 2002 | FCロコモティフ・モスクワ             | 24   | 1    |
| 2003 | FCロコモティフ・モスクワ             | 25   | 0    |
| 2004 | FCロコモティフ・モスクワ             | 26   | 0    |
| 2005 | FCロコモティフ・モスクワ             | 29   | 1    |
| 2006 | FCロコモティフ・モスクワ             | 14   | 0    |
| 2007 | FCロコモティフ・モスクワ             | 10   | 0    |
| 2008 | FCロコモティフ・モスクワ             | 22   | 1    |
| 2009 | FCロコモティフ・モスクワ             | 9    | 0    |
| 2010 | FCロコモティフ・モスクワ             | 1    | 0    |

## 代表歴

### 出場大会
- ロシア代表
  - 2002 FIFAワールドカップ

### 試合数
- 国際Aマッチ 26試合 0得点（2002年-2005年）[2]

| ロシア代表 | 国際Aマッチ | 国際Aマッチ |
| 年         | 出場        | 得点        |
| ---------- | ----------- | ----------- |
| 2002       | 5           | 0           |
| 2003       | 6           | 0           |
| 2004       | 8           | 0           |
| 2005       | 7           | 0           |
| 通算       | 26          | 0           |

## タイトル
クラブ
FCロコモティフ・モスクワ
- ロシア・プレミアリーグ：2 (2002, 2004)
- ロシア・カップ：3 (2000, 2001, 2007)
- ロシア・スーパーカップ：2 (2003, 2005)